# Domestic Girlfriend
Domestic Girlfriend (яп. ドメスティックな彼女, Домесутікку на Канодзьо) — японська манґа, написана та проілюстрована Сасуґою Кей. Публікувалася в щотижневому журналі Weekly Shonen Magazine видавництва Kodansha, після закінчення публікації всі розділи були зібрані в 28 томів формату танкобон. Ліцензію на видавництво манґи англійською мовою отримала Kodansha USA. Аніме-адаптація манґи, створена студією Diomedéa, транслювалася з січня до березня 2019 року в програмному блоці Animeism телеканалу MBS. У Північній Америці та деяких інших країнах аніме ліцензувала розважальна компанія Sentai Filmworks.

## Сюжет
Старшокласник Фудзії Нацуо безнадійно закоханий у свою вчительку Татібану Хіну. Намагаючись побороти це, він погоджується на групове побачення. Там він зустрічає дивну дівчину на ім'я Руї, яка запрошує його втекти з нею. Вона приводить його до себе додому та просить зайнятися сексом, щоб отримати досвід. Нацуо, розчарований тим, що його кохання все одно приречене, погоджується та втрачає цноту з Руї. Після цього його охоплює дивне почуття через те, що він зрадив любов до своєї вчительки Хіні. Наступного дня тато Нацуо каже, що хоче одружитися вдруге, і того ж вечора його нова дружина прийде до них додому. Коли двері відчиняються, Нацуо здивовано виявляє, що Татібана Цукіко, на якій планує одружитися його батько, має двох дочок: його давню кохану Хіну та її молодшу сестру Руї, з якою він переспав.

## Персонажі
Фудзії Нацуо (яп. 藤井 夏生)
Сейю: Ясіро Таку
Нацуо, 17-річний учень старшої школи, мріє стати письменником-романістом. Проте приховує свої творчі здібності від друзів та однокласників. Під час обідньої перерви він часто усамітнюється на даху школи, щоб плекати свою пристрасть до письма. Саме там Нацуо зустрічається з Татібаною Хіною, новою вчителькою англійської мови. Вона стає для нього джерелом натхнення, тож він глибоко в неї закохується. Однак їхні стосунки викриваються, після чого Хіна змушена їх припинити. У своєму спустошенні Нацуо знаходить розраду у своїй однокласниці та зведеній сестрі Татібані Руї.
Татібана Хіна (яп. 橘 陽菜)
Сейю: Хікаса Йоко
Хіна — вчителька англійської мови в старшій школі. Красива та товариська, повна протилежність своєї сестри Руї. Нацуо вперше зустрічає її на даху школи, який жінка часто відвідувала, щоб знайти розраду своїм внутрішнім конфліктам. Хіна стає коханням та джерелом натхнення для Нацуо. Однак після того, як її мати вдруге виходить заміж за його батька, вони стають зведеними братом та сестрою.
Татібана Руї (яп. 橘 瑠衣)
Сейю: Утіда Маая
Учениця старшої школи, знайома Нацуо та сестра Хіни. Тиха, пряма та стримана дівчина. Вона зустріла хлопця на вечірці, звідки вони вирішили разом втекти та втратити цноту. Руї пояснила це бажанням випробувати секс, а оскільки ні в кого не була закохана, хотіла спробувати з Нацуо. Однак, вже на наступний день виявилося, що вони стали зведеними братом та сестрою.
Касівабара Момо (яп. 柏原 もも)
Сейю: Йосімура Харука
Учениця старшої школи, подруга та однокласниця Руї та Нацуо, а також член літературного клубу. Дуже велелюбна (коли її запитують, вона каже, що зустрічалася з понад 30 хлопцями, включаючи одного з друзів Нацуо) та красива дівчина. Улюблене хобі — робити друзям дивні іграшки. Стала найкращим другом Руї, яка потоваришувала з нею попри гидкі чутки, які розпускали про Момо. Практично від початку виявляє інтерес до Нацуо, неодноразово намагалася його спокусити. Попри веселий та розгульний образ відчуває самотність, через що одного разу вдалася до спроби суїциду через розтин вен. Ховає від усіх шрами, тому що за її словами, хлопці цураються її, варто їм лише їх помітити. Попри поведінку, вона Момо доволі розумна, оскільки постійно потрапляє в десятку кращих учнів під час шкільних іспитів.
Асіхара Мію (яп. 葦原 美雨)
Сейю: Кохара Кономі
Мію була єдиним членом шкільного літературного клубу до прибуття Нацуо, Руї та Момо. Сором’язлива та тиха дівчина. Вона закохана в свого вчителя японської мови та, за сумісництвом, голову літературного клубу Кірію, але постійно соромиться зізнатися йому в своїх почуттях.
Фудзії Акіхіто (яп. 藤井 昭人)
Сейю: Тобіта Нобуо
Батько Нацуо. Через 10 років після смерті дружини почав зустрічатися з Татібаною Цукіко. Після одруження з нею він стає вітчимом Хіни та Руї.
Татібана Цукіко (яп. 橘 都樹子)
Сейю: Хіно Юріка
Мати Хіни та Руї. Після того, як її покинув чоловік заради іншої жінки, почала зустрічатися з Фудзії Акіхіто. Після того, як вийшла за нього заміж, вона стає мачухою Нацуо.
Кірія Рейдзі (яп. 桐谷 怜士)
Сейю: Мідорікава Хікару
Відомий письменник, пише під псевдонімом Хасукава Ю. Голова літературного клубу, а також кумир Нацуо.
Алекс Джей Мацуква (яп. 松川・J・アレックス, Мацукава Дзей Ареккусу)
Сейю: Ханатака Тасуку
Однокласник Нацуо, Руї та Момо. Батько — американець, мати — японка. Гіперактивний. Як і його друзі, також є членом літературного клубу. Погано вчиться практично з усіх предметів, крім англійської. Закоханий у Руї та кілька разів ходив з нею на побачення до початку її стосунків з Нацуо. Також має кохання дитинства — Ліллі.
Кобаясі Масакі (яп. 小林 昌樹)
Сейю: Цуда Кендзіро
Власник кафе Л'Амант. Син глави якудзи та член цього угруповання. Відкритий гей. Після того, як він закохався в іншого члена Якудзи, Масакі вирішив піти з організації. Будучи власником кафе, до якого часто заходять головні герої, завжди намагається дати їм пораду та за можливостю підбадьорити. Врятував Нацуо від бандитської розправи, в яку той влип, прихистивши вдома наркоманку.

## Медіа

### Манґа
Domestic Girlfriend, написана та проілюстрована Сасуґою Кей, публікувалася в журналі Weekly Shonen Magazine видавництва Kodansha з 23 квітня 2014 року до 10 червня 2020 року. Kodansha зібрала 276 окремих розділів у 28 томах-танкобонах, випущених з 17 липня 2014 року до 17 серпня 2020 року. Разом з останнім томом був опублікований і екстра-том (додатковий).
У 2017 році в Північній Америці манґа була ліцензована видавництвом Kodansha USA для цифрового випуску англійською мовою.

### Веб-відео
У травні 2016 року на YouTube було опубліковано веб-відео, яке збіглося з публікацією дев'ятого тому манґи. Відео, створене як «демо-симулятор любовної драми», дозволяє глядачеві інтерактивно впливати на сюжет, вибираючи між двома примітками, які ведуть до окремих відео. У відео знялися Конно Анна в ролі Хіни та Нацуме Ханамі в ролі Руї.

### Аніме
12 липня 2018 року було оголошено про вихід аніме-адаптації манґи. Режисером став Іхата Сьота, сценаристом — Такахасі Тацуя, дизайном персонажів займалася Іде Наомі, а анімацію створила студія Diomedéa. Аніме транслювалося з 12 січня до 30 березня 2019 року в програмному блоці Animeism на MBS, TBS та BS-TBS. Початковою темою є «Kawaki wo Ameku» (яп. カワキヲアメク) від Minami, а завершальною — «Wagamama» (яп. わがまま) від Аліси Такіґави. Одночасно аніме транслювалося в Австралії та Новій Зеландії на AnimeLab. Розважальна компанія Sentai Filmworks придбала права на розповсюдження аніме в Північній Америці, Великобританії, Ірландії, Австралазії, Південній Африці та інших територіях, та одночасно транслювала його на вибраних платформах. Hidive оголосили, що випустять англійський дубляж аніме-серіалу. MVM Entertainment придбала права на трансляцію через Sentai Filmworks у Великобританії та Ірландії.

## Критика
Станом на квітень 2020 року тираж манґи перевищив три мільйони копій. Перший том був розглянутий у Anime News Network трьома рецензентами. Нік Фріман вважав, що любовний трикутник між зведеними братом та сестрами здається надуманим і що включення статевих стосунків між ними було марною витратою талантів Сасуґи, але похвалив драму, комедію та розвиток персонажів. Ребека Сільверман назвала манґу більш зрілою версією Marmalade Boy, але додала, що твір менш мелодраматичний через те, що Нацуо більш заземлений та чутливий. Емі МакНалті відзначила багаторівневість реалістичності та мелодрами манґи. Вона назвала Хіну найбільш багатогранним персонажем, а Руї — персонажем, який найбільше запам'ятався. Також вона відзначила реалістичність Нацуо та додала, що манґа чесніше експлуатує жанрові тропи.